# Charles Darwin
Charles Robert Darwin, FRS (12. února 1809 Shrewsbury – 19. dubna 1882 Downe) byl britský přírodovědec a zakladatel evoluční biologie. Evoluční teorii opíral o přírodní výběr a pohlavní výběr. („Pohlavní výběr závisí na převaze určitých jedinců nad druhými stejného pohlaví, což se týká propagace druhů; zatímco přírodní výběr závisí na vítězství obou pohlaví, v každém věku, za normálních podmínek života.“- Charles Darwin, 1871.)
Byl synem lékaře a vnukem botanika. Vystudoval teologii na University of Cambridge, studia ukončil v roce 1831. Zpočátku se zabýval studiem geologických formací v horách Walesu, načež se roku 1831 vydal na 1742 dnů trvající výzkumnou cestu kolem světa na lodi HMS Beagle (27. prosince 1831 – 2. října 1836). Během této plavby Darwin shromáždil cenný přírodovědecký materiál a uspořádal svou základní koncepci přirozeného vzniku a vývoje druhů evolucí, jejímž hlavním hybatelem měl být dle jeho názoru přírodní výběr. Nejzásadnější byl pro něj v tomto ohledu pětitýdenní pobyt na Galapágách. O autorství teorie evoluce se Darwin dělí s Alfredem R. Wallacem.

## Mládí

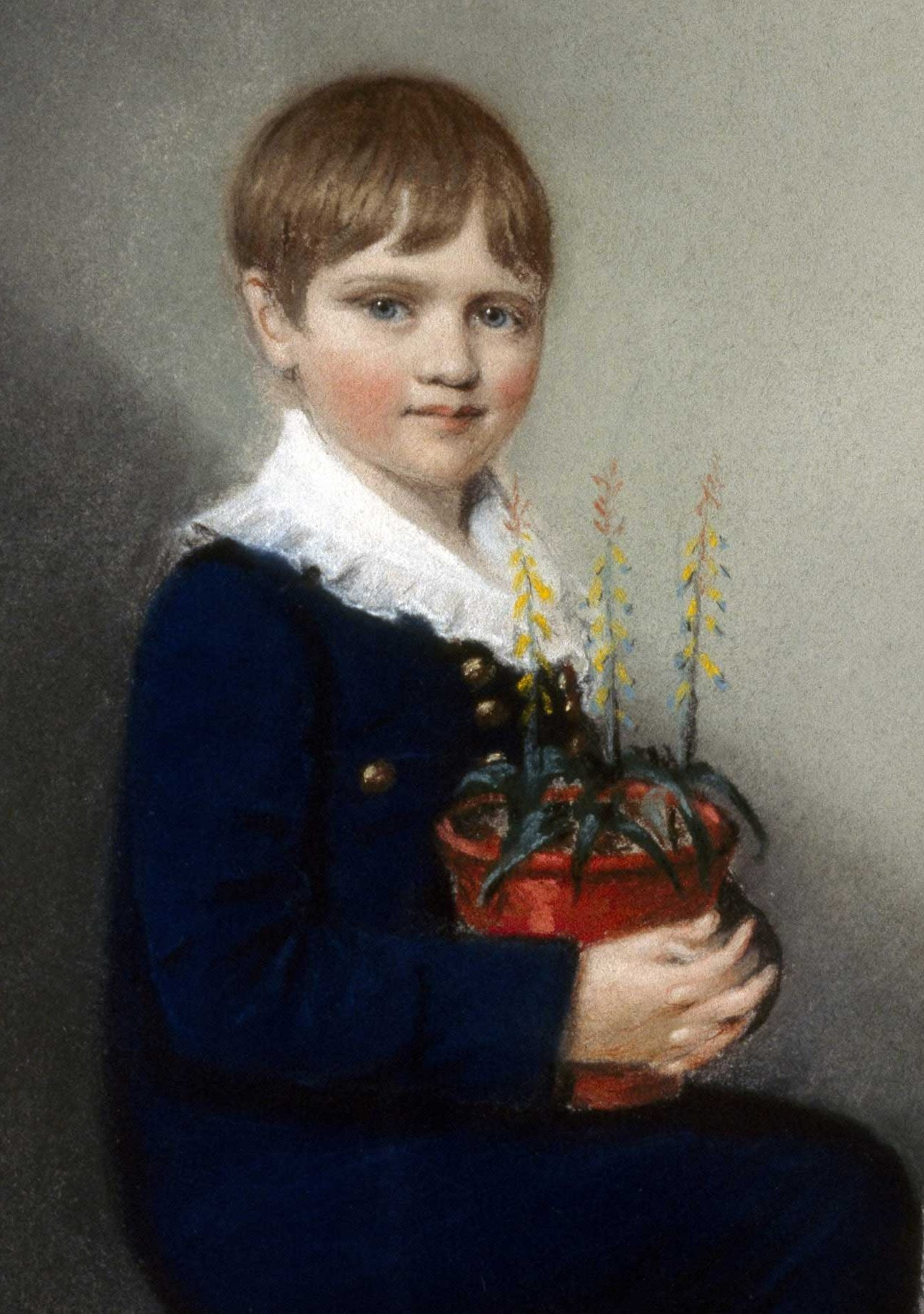
Charles Darwin v 7 letech

Charles Darwin se narodil v Mount House, ve Shrewsbury, hrabství Shropshire, v Anglii, dne 12. února 1809 jako páté ze šesti dětí bohatého lékaře Roberta Darwina a Susannahy Darwin (rozené Wedgwoodové). Byl vnukem hrnčíře a podnikatele Josiaha Wedgwooda (z matčiny strany) a Erasma Darwina, lékaře, vynálezce, básníka a vědce, liberálního whigovce, který formuloval evoluční myšlenky již na konci osmnáctého století v lékařsko-zoologickém pojednání Zoonomie. Erasmus Darwin dokonce přidal do rodinného erbu 3 lastury hřebenatky a latinsky psaný text „E Conhis Omnia“, tedy „Vše pochází z lastur“, což převzal i jeho syn Robert Darwin a přidal si ho do svého ex libris. Oba dědečkové pocházeli z prominentní anglické rodiny Darwinů–Wedgwoodů, která podporovala unitářskou církev. Jeho matka zemřela, když mu bylo pouhých osm let. Již o rok později nastoupil na „internátní“ školu v Shrewsbury.

## Studium
Na podzim roku 1825, po létě, kdy pomáhal otci s péčí o chudé pacienty ze Shropshire, začal Darwin studovat medicínu na univerzitě v Edinburghu. Odpor k brutalitě operací ho však vedl k zanedbávání studia. Od osvobozeného černošského otroka Johna Edmonstona, který mu vyprávěl vzrušující historky o jihoamerickém pralese, se naučil vycpávat ptáky. Ve druhém roce studií se Darwin aktivně zapojil do činnosti studentských přírodovědeckých společností, zejména Plinian Society. Stal se zapáleným žákem Roberta Edmunda Granta, propagátora vývojových teorií Jeana Baptiste Lamarcka a Charlesova dědečka Erasma o evoluci pomocí získaných vlastností. Darwin navázal také na francouzského vědce Étienna Geoffroye Saint-Hilaira a jeho teorii o jednotě druhů, což potvrdil i tím, že Saint-Hilaira označil za prvního z těch, kdo předjímali jeho evoluční teorii. Darwin se zúčastnil Grantova výzkumu životního cyklu mořských zvířat (polypů) na březích Firth of Forth, jehož cílem bylo prokázat, že Lamarckův transmutacionismus je správný a přechod mezi rostlinnou a živočišnou říší je neostrý a postupný. Stejný postup pak Darwin využil i ve svých dalších výzkumech. Našli důkazy podporující existenci homologie – teorie o podobnosti orgánů sloužících stejnému účelu, ale vyskytujících se u různých druhů organismů. V březnu 1827 předložil Darwin Plinian Society svůj vlastní objev, ve kterém dokázal, že černé útvary často nalezené v lasturách ústřic jsou vajíčky pijavice Pontobdella muricata. Zúčastnil se také přírodopisného kurzu Roberta Jamesona, ve kterém si osvojil vědomosti z geologie. Pomáhal také s prací na rozsáhlých sbírkách Muzea Edinburské univerzity, kde se naučil klasifikovat rostliny.
Darwinův otec, nešťastný z toho, že mladší syn nemá zájem stát se lékařem, ho v roce 1827 přihlásil k bakalářskému studiu na Christ's College Univerzity v Cambridge, aby se stal duchovním. Charlesovu otci to připadalo jako nejrozumnější, protože anglikánští duchovní byli zajištěni dostatečným finančním příjmem, navíc většina přírodovědců v Anglii byli duchovní, neboli lidé, kteří považovali za součást svých povinností „prozkoumat zázraky božího stvoření“. V Cambridge však Darwin před studiem preferoval střelbu a jízdu na koni. Současně se svým bratrancem Williamem Darwinem Foxem také zcela propadli vášni, tehdy velmi populární, kterou bylo sbírání brouků. Fox Darwina představil reverendu Johnu Stevens Henslowovi, profesoru botaniky, který mu mohl pomoci se sběrem. Darwin se následně přihlásil do Henslowova přírodovědeckého kurzu, stal se jeho oblíbeným žákem a byl označován za „muže, který kráčí s Henslowem“. S blížícím se obdobím zkoušek se Darwin více soustředil na studium, dokonce byl privátně doučován Henslowem, jehož předměty byly matematika a teologie. Darwin byl zvláště nadšen spisy Williama Paleyho (1743–1805), včetně argumentu Božího záměru v přírodě. Na závěrečných zkouškách v lednu 1831 si v teologii vedl velmi dobře a uspěl i znalostmi z matematiky a fyziky. Celkově se umístil na desátém místě ze 178 absolventů.

## Plavba na lodiBeagle
Darwin musel v Cambridge zůstat do června 1831. Inspirován dílem Alexandra von Humboldta Personal Narrative of travels to the equinoctial regions, plánoval navštívit s některými spolužáky po dokončení školy ostrovy Madeiry a studovat tam přírodopis v tropech. Chtěl být na cestu dobře připraven, přihlásil se proto do kurzu geologie reverenda Adama Sedgwicka, silného zastánce Božího záměru, kterému následně v létě pomáhal ve Walesu mapovat geologické vrstvy. Tam ho zastihla zpráva, že společník, se kterým cestu na ostrovy plánoval, zemřel. Tím byly jeho plány navštívit Madeiru zmařeny.
Po návratu domů však obdržel další dopis. Henslow doporučil Darwina na neplacenou pozici pánského společníka pro R. FitzRoye, kapitána lodi Beagle, která se chystala na dvouletou expedici mající za cíl zmapování pobřeží Jižní Ameriky. To byla pro Darwina vzácná příležitost jak obohatit a rozvíjet své přírodovědné vědomosti a zkušenosti. Jeho otec byl nejprve proti plavbě, tvrdil, že je to ztráta času, ale Josiah Wedgwood II, otec Emmy Wedgwoodové, ho přesvědčil, a tak se synovou účastí nakonec souhlasil.

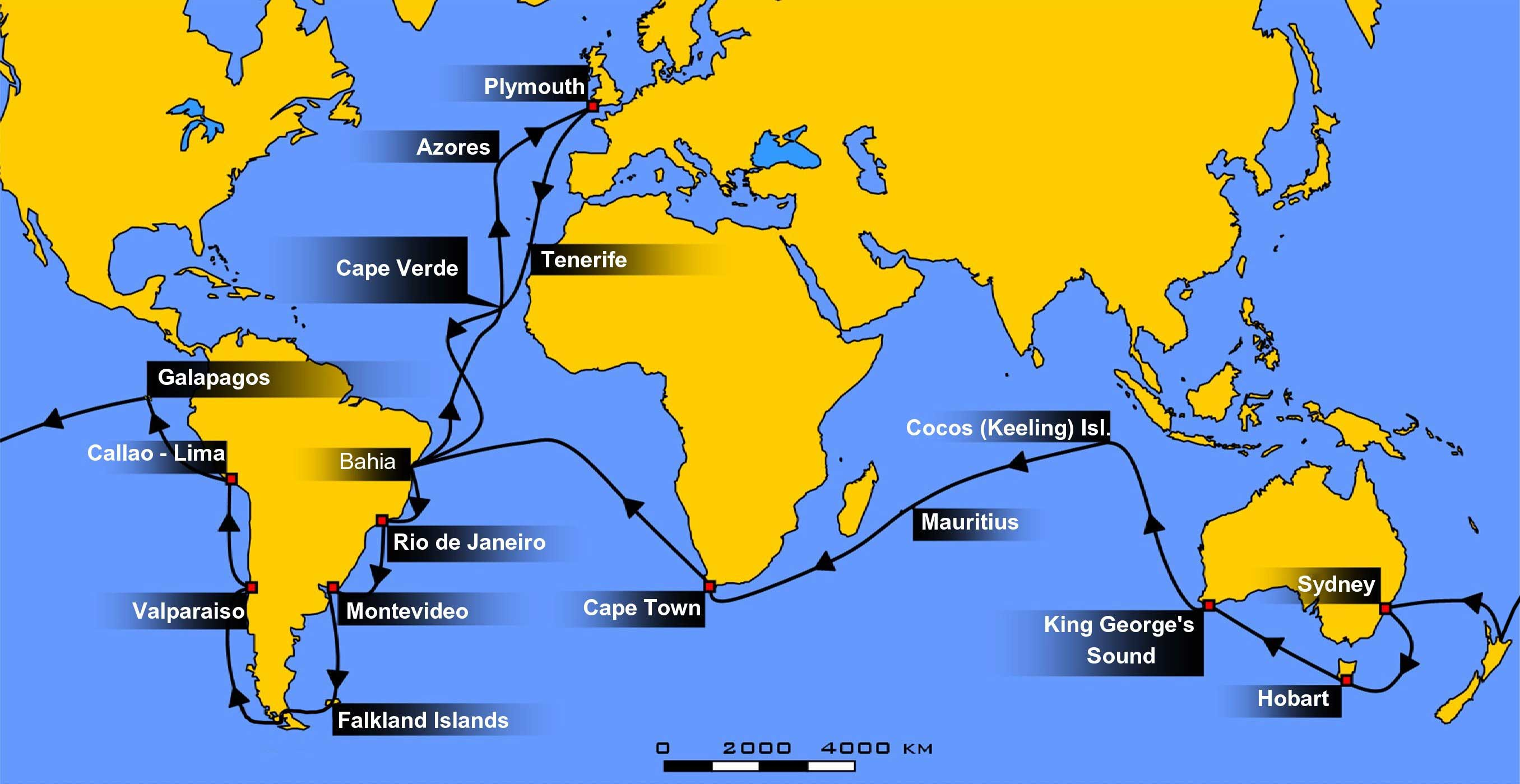
Trasa plavby lodi Beagle

Plavba trvala pět let a přinesla dramatické změny v mnoha odvětvích vědy. Darwin strávil dvě třetiny času zkoumáním pevniny. Studoval geologické jevy, fosilie a živé organismy. Setkal se s širokým spektrem lidí, jak domorodců, tak přistěhovalců. Metodicky nasbíral ohromné množství vzorků, mnohé z nich vědě neznámé. Zajistil si tak pověst uznávaného přírodovědce. Pořízené detailní poznámky poukazovaly na jeho dar teoretika, tvořily základy jeho pozdější práce a umožnily sociální, politický a antropologický náhled do oblastí, které navštívil.
Beagle na své cestě učinila zastávku v Tierra del Fuego v Jižní Americe, aby navrátili tři domorodce z prvního průzkumu Jižní Ameriky (1826–1830). Poté, co se Darwin setkal s místními domorodci, zaznamenal si, že šlo o nejhorší a nejbídnější bytosti, jaké kdy viděl. Píše, že „Při pohledu na takové lidi lze jen stěží uvěřit, že jsou také tvory Božími a obyvateli téhož světa.“ Usoudil, že „v této nejzazší části Jižní Ameriky člověk existuje na nižším stupni dokonalosti, než v kterékoliv jiné části světa.“ Toto se stalo základem pro Darwinovo uvažování o původu člověka.
Během plavby Darwin trpěl mořskou nemocí. V říjnu 1833 dostal v Argentině horečku a v červenci 1834 onemocněl během cesty z And do Valparaisa a strávil měsíc upoután na lůžko. Od roku 1837 Darwin opakovaně trpěl bolestmi žaludku, zvracením, třesem a dalšími zdravotními problémy. Tyto příznaky ho zvláště sužovaly ve stresových situacích, jakými byla důležitá jednání či diskuze o jeho teorii. Příčina Darwinovy nemoci nebyla během jeho života známa a pokusy o léčení měly malý úspěch. Nedávné výzkumy spekulují, že se u něho rozvinula Chagasova nemoc po bodnutí hmyzem v Jižní Americe. Další možné příčiny mohou souviset se psychosomatickými problémy, případně s Menièrovou chorobou.

## Návrat a prezentace výsledků
Než se 2. října 1836 loď Beagle vrátila po pěti letech ze svých cest, stal se Darwin především díky úsilí Johna Henslowa a Adama Sedgwicka uznávanou osobností ve vědeckých kruzích. Mezitím Darwinův otec získal vhodnými investicemi dostatek prostředků, aby se syn mohl stát finančně nezávislým vědcem. V Cambridge Darwin přesvědčil Henslowa, aby pracoval na botanických popisech nových rostlin, které ze svých cest přivezl. Ve snaze získat ty nejlepší přírodovědce pro katalogizaci svých další sbírek a jejich včasnou publikaci navštívil Darwin také různé instituce v okolí Londýna. 29. října 1836 se s Darwinem setkal horlivý Charles Lyell a představil ho nadějnému anatomu Richardu Owenovi. Při práci na Darwinově sbírce fosilních kostí v Royal College of Surgeons Owen odhalil, že mnohé pocházely z vyhynulých tvorů. Tímto zjištěním se ještě zvýšila Darwinova reputace. Za nadšené Lyellovy podpory předložil Darwin dne 4. ledna 1837 Londýnské geologické společnosti své dílo, ve kterém ukázal, že se jihoamerická pevnina pomalu zvedá. Ve stejný den Darwin také představil své vzorky savců a ptáků Londýnské zoologické společnosti.
Jeho biologická i geologická pozorování ho vedla k úvahám o možných přeměnách živočišných druhů a v roce 1838, po přečtení eseje Thomase Malthuse O principu populace, ho dovedla až k představě teorie přírodního výběru[zdroj?]. Protože si byl plně vědom pravděpodobné reakce na svůj objev, svěřil se v té době se svojí teorií jen nejbližším přátelům a dále pokračoval ve výzkumu s cílem být připraven čelit očekávaným námitkám. 24. ledna 1839 byl Darwin jmenován členem Královské společnosti (Royal Society).

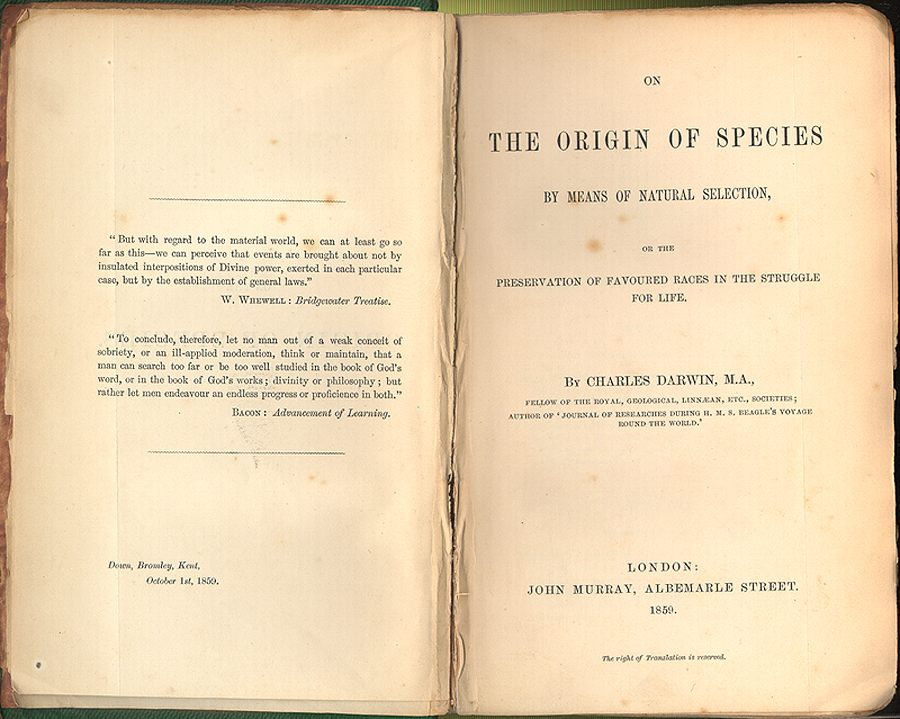
Vydání knihy O původu druhů z roku 1859

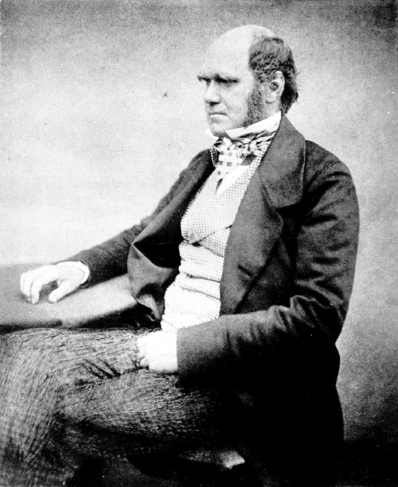
Charles Darwin ve věku 51 let (1859/1860)

Když se v roce 1858 objevily informace, že Alfred Russel Wallace dospěl k podobné teorii, rozhodl se Darwin urychlit publikování své teorie. Jeho kniha On the Origin of Species by Means of Natural Selection, or the Preservation of Favoured Races in the Struggle for Life (O vzniku druhů přírodním výběrem, neboli uchováním prospěšných plemen v boji o život – většinou zkracovaná na: O původu druhů), vydaná v roce 1859, představila vývoj organismů od společného předka a prezentovala ji jako komplexní vědeckou teorii vývoje v přírodě. Darwin pokračoval ve výzkumu a napsal sérii knih o rostlinách a živočiších, včetně lidstva, k významnějším patřily The Descent of Man, and Selection in Relation to Sex, a The Expression of the Emotions in Man and Animals (Výraz emocí u člověka a zvířat – česky vyšlo 1964).
Navzdory opakovaným zápasům s nemocí během posledních dvaceti dvou let svého života se Darwin nutil do práce a jeho experimenty, výzkum a psaní pokračovaly. Publikoval úryvky své teorie, ale kontroverznější aspekty jeho „velké knihy“ – lidský vzestup od dřívějších zvířat, mechanismus pohlavního výběru, stejně jako doporučující možné příčiny podtrhující vývoj společnosti a lidských duševních způsobilostí – byly ještě neúplné.
Někteří současní Darwinovi kritici (zpravidla z řad kreacionistů) určují období definování teorie přírodního výběru do období před plavbou na lodi Beagle, neboť Darwin v době svých studií prostudoval Zoonomii svého dědečka Erasma Darwina, na univerzitě studoval pod vedením radikálního evolucionisty Roberta Granta, znal Lamarckovu argumentaci ohledně vývoje druhů a sdílel společné názory se svým otcem i bratrem, oběma význačnými whigovci. Benjamin Wiker tak dochází k závěru, že teorie vznikla ještě předtím, než začal Darwin sbírat důkazy, které by tuto teorii podpořily.
Standardní interpretací dobových dokumentů je však to, že formulování teorie přirozeného výběru spadá do období let 1842 (první črty, 35 str.), 1844 (rozšířený koncept, 230 str.) a následně 1856-1859, kdy Darwin v posledním roce urychleně dopisoval zkrácenou verzi kvůli A. R. Wallacemu.
Myšlenky a poznatky Charlese Darwina byly rozvíjeny i mimo přírodní vědu ve společenském kontextu – tzv. sociálními darwinisty. Jejich úsilí nakonec vedlo[zdroj⁠?!] až ke vzniku eugeniky a rasových teorií.
Významnou oporou Darwinovy teorie byly také některé paleontologické objevy, zejména pak fosilie bavorského "praptáka" druhu Archaeopteryx lithographica.

## Zakončení životní dráhy
Darwin zemřel v Downe, v Kentu v Anglii, dne 19. dubna 1882. Myslel, že bude pohřben na hřbitově St. Mary v Downe, ale na žádost Darwinových kolegů a na počest jeho významnosti zařídil William Spottiswoode – tehdejší prezident Královské společnosti pro Darwina státní pohřeb a jeho ostatky jsou uloženy ve Westminsterském opatství, v blízkosti hrobů Williama Herschela a Isaaca Newtona.

## Dílo podle oborů
Evoluční teorie je dnes široce známým dílem Charlese Darwina. Jako geniální přírodovědec však významně zasáhl do více oborů přírodních věd.

### Teorie vzniku korálových ostrovů – atolů
Ch. Darwin již při své plavbě na lodi Beagle vypracoval správnou a dnes všeobecně uznávanou a dále rozvíjenou teorii vzniku a vývoje korálových ostrovů. Podle této teorie, známé též jako teorie poklesu, se napřed okolo centrálního sopečného ostrova vytvořil lemový korálový útes. Při následném poklesu centrálního ostrova a současném růstu korálů se okolo ostrova vytvořilo pásmo bariérových útesů a po potopení ostrova vznikla centrální laguna a atol. (Původní díla: 1842)

### Monografie svijonožců
Klasické rozsáhlé encyklopedické popisné a systematické dílo své doby. Touto prací mimo jiné doufal Ch. Darwin získat všeobecné uznání a vážnost, které by mu byly oporou při publikování evoluční teorie. (Původní díla: 1851, 1854)

### Teorie vzniku druhů – evoluční teorie
Nejslavnější a nejzávažnější dílo Ch. Darwina. Otázkou vzniku a vývoje života se zabývalo více učenců, včetně Darwinova dědečka Erasma Darwina. Charles Darwin tak nebyl první, kdo přišel s myšlenkou proměny a vývoje druhů neboli evoluce, byl však první, kdo objevil a správně vysvětlil, na jakém principu evoluce probíhá. V Darwinově době nebyly známy geny a DNA, Darwin proto považoval za základní jednotku přírodního výběru jedince. To přinášelo některé problémy. Upřesnění, že základní jednotkou přírodního výběru je gen, čekalo až na Darwinovy následovníky. (Původní díla: 1858, 1859, 1871)

### Monografie masožravých rostlin
Studium masožravých rostlin bylo v té době velmi populární, věnovali se mu Darwinovi předchůdci i současníci. Darwin se pěstování a studiu těchto rostlin začal věnovat někdy okolo roku 1860. Po patnácti letech v roce 1875 vydal v Londýně první ucelenou monografii o masožravých rostlinách Insectivorous Plants. Publikace byla přeložena do francouzštiny a němčiny a je považována za počátek systematického vědeckého výzkumu masožravých rostlin. Český spolek pěstitelů masožravých rostlin se na Darwinovu počest pojmenoval Darwiniana. (Původní díla: 1875)

### Teorie vzniku humusu
Ch. Darwin se dlouhodobě věnoval studiu činnosti žížal při vzniku humusu jílovitého typu. Jeden pokusný pozemek ponechal po 30 sezon (1842–1871) vlivu působení žížal bez zásahu člověka. Pomocí ústřižků papíru sledoval zatahování listů žížalami do země. Pokusil se kvantifikovat vliv žížal na půdotvorný proces. Sbíral a vážil exkrementy žížal na dané ploše. Výsledkem bylo zjištění, že žížaly se velmi významně podílí na vzniku humusu v jílovitých půdách, kde vytvoří až 2,5 kg humusu na m² ročně, což představuje vrstvu 3 mm silnou. (Původní díla: 1881)

## Náboženské názory

Karikatura Charlese Darwina jako opice z roku 1871

Během plavby na Beagle zastával Darwin poněkud ortodoxní názory a citoval bibli jako vzor morálky, současně však považoval poselství Starého zákona za falešné a nevěrohodné.
Po svém návratu z plavby rozvinul svou teorii přirozeného výběru. Věděl, že přírodovědci mezi duchovními, ač jeho přátelé, jsou přesvědčeni, že je to bestiální kacířství, podkopávající zázračná ospravedlnění pro společnost a věděl, že takové revoluční myšlenky jsou zvláště nevítané v době, kdy pozice církve v Anglii je pod útokem radikálních Nesouhlasících a ateistů. Zatímco tajně pracoval na své teorii přirozeného výběru, současně psal o náboženství jako o domorodé strategii přežití, protože stále ještě věřil, že Bůh je ten nejvyšší zákonodárce. Darwinova víra v křesťanství postupně časem slábla, a se smrtí dcery Annie v roce 1851 nakonec vyhasla zcela. Sice nadále podporoval místní kostel a pomáhal s farní prací, o nedělích dával přednost procházkám. V pozdějších letech, když byl tázán na svůj postoj k víře, prohlásil, že nikdy nebyl ateista ve smyslu popření existence Boha, a že obecně se dá říci: „Agnostický by byl správnější popis mého duševního stavu.“
Charles Darwin ve svém životopisu popřel falešné příběhy, které kolovaly o jeho dědečkovi Erasmovi Darwinovi a ve kterých se tvrdilo, že Erasmus na smrtelné posteli volal pro Ježíše. Charles uzavřel své psaní slovy „Takový byl stav křesťanství v naší zemi (roku 1802) … Můžeme přinejmenším doufat, že nic takového dnes nezvítězí.“ Navzdory tomuto očekávání, rovněž i po smrti Charlese Darwina kolovaly velmi podobné příběhy. Tyto příběhy byly natolik silně propagovány některými křesťanskými skupinami, že se postupně stávaly legendami. Tato tvrzení byla vyvrácena Darwinovými dětmi a byla též dějepisci označena za falešná.

## Pokusy o zneužití myšlenek Charlese Darwina
Mnohé názory, které zastával Charles Darwin, by se v dnešní době daly označit za rasistické . V práci Původ člověka (The Descent of Man) teoretizuje Darwin o tom, že úspěch v konkurenčním boji o přežití zvýhodnil jednotlivé rasy podle „stupně jejich civilizovanosti“, což jasně naznačuje, že primitivní národy světa by nakonec mělo čekat vyhynutí . Už Evoluční teorie, vyhlášená Darwinem v době vrcholícího britského kolonialismu, byla Evropany zneužívána k tomu, aby se jim jednodušeji dařilo odlidšťovat jiné rasy a obhájit tak hierarchii pokroku, kdy „vyšší“ forma má přirozené právo ovládat formu „nižší“ . Koncem 19. století začali někteří lidé chápat pojem darwinismus nejen jako empirickou teorii, ale též jako myšlenku, že rasové zdokonalování se děje prostřednictvím boje o přežití . Tento rasismus dovedl do extrému nadšený obdivovatel Charlese Darwina Ernst Haeckel. Ernst Haeckel se dál pokoušel rozvíjet Darwinovo dílo a také jako první přišel s onou značně nepřesnou, zjednodušující a zavádějící formulací, že „člověk vznikl z opice“ . Pro zastánce eugeniky se stal filozof Ernst Haeckel uznávanou osobností a eugenika zase získala značnou popularitu především v nacistickém Německu ( ale samozřejmě nejen tam). O tom, že eugenika byla běžně známa i mezi řadovými Němci, svědčí i následující citace, pocházející z publikace vydané v nacistickém Německu jednou společností chovatelů králíků v roce 1942 a uvádí: „ Od té doby, co se národní socialisté chopili moci, dosáhlo křížení králíků neslýchaného pokroku…a získalo nový cíl. Lidé, kteří se jím zabývají, byli náhle naplněni novými organizačními a eugenickými impulsy“ . Nacisté záměrně pokřivili darwinovskou biologii a snažili se ji zneužít pro své rasistické teorie . Toto nevědecké a metafyzické překroucení Evoluční teorie, někdy označované jako etnicko-nacionální ideologie, použili nacisté k oslavě boje o přežití, konkurenčního boje mezi národy, pohrdání slabými a nadřazenosti jedné lidské rasy nad druhou. Nacisté však nikdy jednoznačně nepřijali tu část myšlenek, které se vztahují k původu člověka a jeho vyvinutí se z nižších živočišných forem. Pro nacistickou ideologii, silně ovlivněnou mysticismem, byla Darwinova vědecká teorie přitažlivá tím, že co do struktury odpovídala v zásadě něčemu zcela nevědeckému a primitivnímu – totiž totemismu , v němž je původ každého kmene odvozován od posvátného zvířete. Pro Němce však byla nepřijatelná představa, že tímto totemickým zvířetem by měla být právě opice, jak to naznačoval darwinista Ernst Haeckel. Nacisté se tedy přikláněli k nevědeckému vysvětlení, známému jako polygeneze, jehož východiskem byla myšlenka, že různé lidské rasy byly stvořeny odděleně . Zcela pak odmítli myšlenku, že třeba zrovna Germáni by mohli být v rámci evoluce potomky opic – Adolf Hitler ve svém projevu z roku 1927 v Mnichově uvedl: „Odmyslete si nordické Němce a nezbyde vám nic, než jen tanec opic“. Tímto výrokem navázal na antisemitské názory, předcházející nacismu, kdy např. Richard Wagner tvrdil, že „nižší“ rasy pocházejí z opic, zatímco Árijci odvozují svůj původ od bohů .

## Manželství a děti
29. ledna 1839 se Darwin oženil se svojí sestřenicí Emmou Wedgwoodovou v Maer. Jejich anglikánský obřad byl uspořádán tak, aby vyhovoval i unitářům. Novomanželé nejprve bydleli v ulici Gower v Londýně, a 17. září 1842 se přestěhovali do Down House v Downe (na jihu od Orpingtonu, nyní otevřený pro návštěvy veřejnosti). Darwinovi měli deset dětí, tři z nich zemřely velmi brzy. Mnoho z jejich dětí a vnoučat se později také proslavilo.
- William Erasmus (27. prosince 1839 – 1914)
- Anna Elisabeth (2. března 1841 – 22. dubna 1851)
- Marie Eleonora (23. září 1842 – 16. října 1842)
- Henrietta Emma „Etty“ (25. září 1843 – 1929)
- George Howard (9. července 1845 – 7. prosince 1912)
- Elisabeth „Bessy“ (8. července 1847 – 1926)
- Francis (16. srpna 1848 – 19. září 1925)
- Leonard (15. ledna 1850 – 26. března 1943)
- Horace (13. května 1851 – 29. září 1928)
- Charles Waring (6. prosince 1856 – 28. června 1858)

Některé z jejich dětí trpěly nemocemi nebo slabostmi a Charles Darwin se obával, že toto může být způsobeno blízkým příbuzenským vztahem jeho rodokmenu a rodokmenu jeho ženy. Vyjádřil to ve svých spisech v pojednáních o škodlivých následcích příbuzenského rozmnožování a výhodách křížení.

## Publikované práce

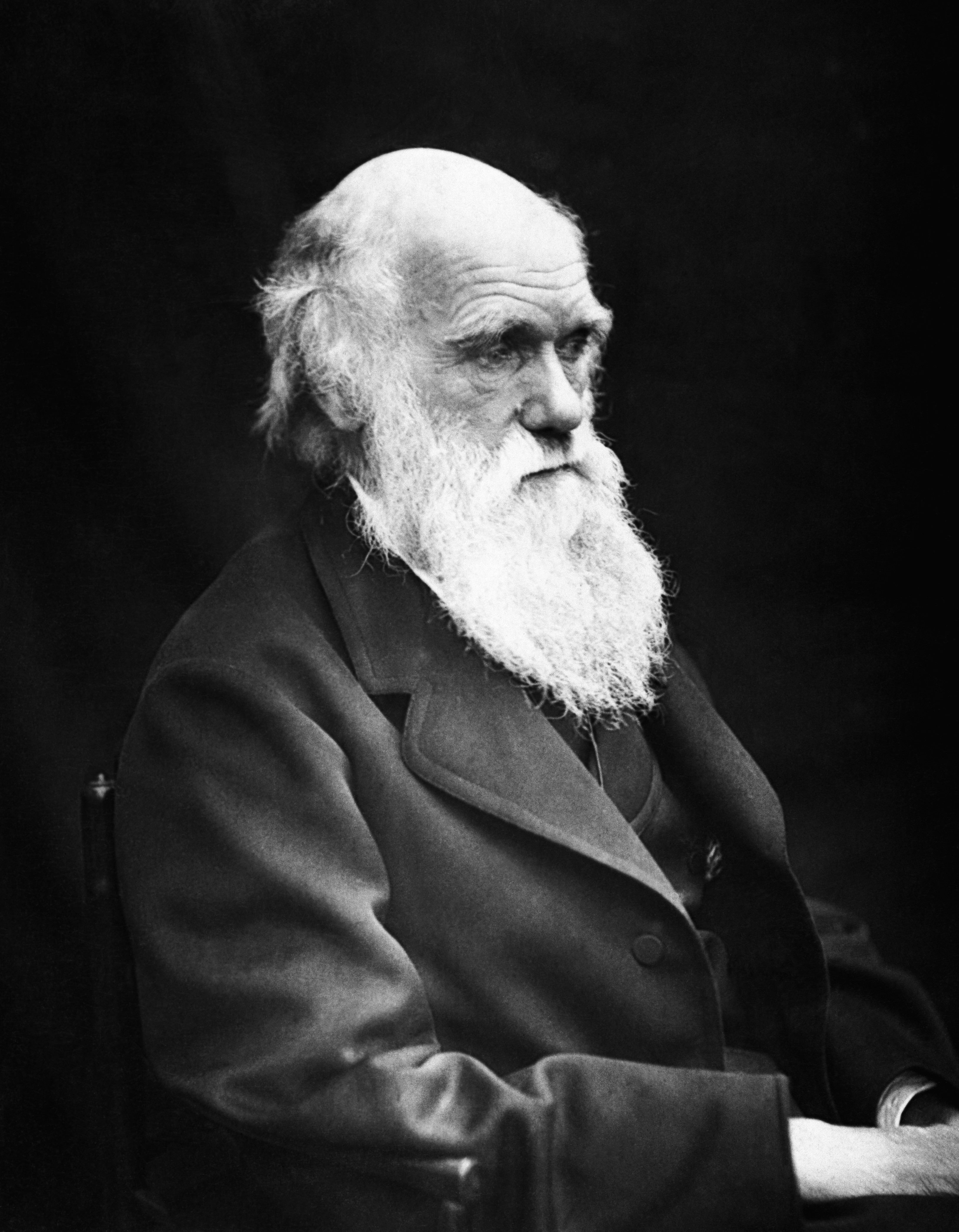
Charles Darwin v pozdějších letech svého života

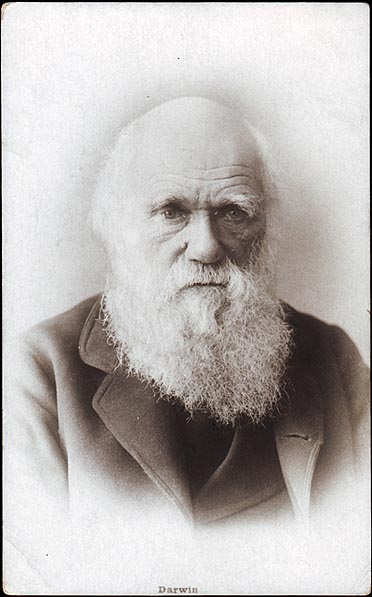
Elliott & Fry: Charles Darwin, cca 1880

### Česká vydání
- Vlastní životopis, 1950 (Autobiography of Charles Darwin, 1887)
- O vzniku druhů přírodním výběrem, 1953 (On the Origin of Species by Means of Natural Selection, or the Preservation of Favoured Races in the Struggle for Life, 1859)
- Cesta kolem světa, 1959 (Journal and Remarks nebo The Voyage of the Beagle, 1839)
- Cesta přírodozpytcova kolem světa, 1912 (Journal and Remarks nebo The Voyage of the Beagle, 1839)
- Výraz emocí u člověka a u zvířat, 1964 a 2020 (The Expression of Emotions in Man and Animals, 1872)
- O původu člověka, 1970 (The Descent of Man and Selection in Relation to Sex, 1871)
- O pohlavním výběru, 2005 (část z knihy O původu člověka)

### Původní díla
- 1836: A LETTER, Containing Remarks on the Moral State of TAHITI, NEW ZEALAND, &c. – BY CAPT. R. FITZROY AND C. DARWIN, ESQ. OF H.M.S. 'Beagle.'
- Zoology of the Voyage of H.M.S. Beagle: publikováno mezi 1839 a 1843 v pěti částech různými spisovateli, editováno a dohlíženo Charlesem Darwinem
- 1840: Part I. Fossil Mammalia, by Richard Owen (Darwin's introduction)
- 1839: Part II. Mammalia, by George R. Waterhouse (Darwin on habits and ranges)
- 1839: The Voyage of the Beagle (Journal and Remarks)
- 1842: The Structure and Distribution of Coral Reefs
- 1844: Geological Observations of Volcanic Islands
- 1846: Geological Observations on South America
- 1849: Geology from A Manual of scientific enquiry; prepared for the use of Her Majesty's Navy: and adapted for travellers in general., John F.W. Herschel ed.
- 1851: A Monograph of the Sub-class Cirripedia, with Figures of all the Species. The Lepadidae; or, Pedunculated Cirripedes.
- 1851: A Monograph on the Fossil Lepadidae; or, Pedunculated Cirripedes of Great Britain
- 1854: A Monograph of the Sub-class Cirripedia, with Figures of all the Species. The Balanidae (or Sessile Cirripedes); the Verrucidae, etc.
- 1854: A Monograph on the Fossil Balanidæ and Verrucidæ of Great Britain
- 1858: On the Perpetuation of Varieties and Species by Natural Means of Selection
- 1859: On the Origin of Species by Means of Natural Selection, or the Preservation of Favoured Races in the Struggle for Life
- 1862: On the various contrivances by which British and foreign orchids are fertilised by insects
- 1868: Variation of Plants and Animals Under Domestication (PDF format), Vol. 1 (Proměnlivost rostlin a živočichů vlivem domestikace), Vol. 2
- 1871: The Descent of Man and Selection in Relation to Sex
- 1872: The Expression of Emotions in Man and Animals
- 1875: Movement and Habits of Climbing Plants
- 1875: Insectivorous Plants
- 1876: The Effects of Cross and Self-Fertilisation in the Vegetable Kingdom
- 1877: The Different Forms of Flowers on Plants of the Same Species
- 1879: „Preface and 'a preliminary notice'“ in Ernst Krause's Erasmus Darwin
- 1880: The Power of Movement in Plants
- 1881: Formation of vegetable Mould Through the Action of Worms
- 1887: Autobiography of Charles Darwin

### Dopisy
- Correspondence of Charles Darwin
- 1887: Life and Letters of Charles Darwin, ed. Francis Darwin Volume I , Volume II
- 1903: More Letters of Charles Darwin, ed. Francis Darwin and A.C. Seward Volume I, Volume II